# Palea steindachneri
Palea steindachneri — черепаха рода Palea семейства Трёхкоготные черепахи (Trionychidae). Ранее включалась в род Trionyx. Получила название в честь австрийского зоолога Франца Штейндахнера. Лишь в 1987 году выделена в самостоятельный род.

## Описание
Общая длина карапакса самок этой пресноводной черепахи достигает 44,5 см, а у самцов 36 см, но у них более длинный хвост, чем у самок. Голова среднего размера, довольно широкая. Нос очень вытянутый, особенно у новорожденных черепашат. Карапакс имеет овальную форму. На карапаксе молодых особей есть множество мелких выпуклостей, которые с возрастом исчезают. У основания шеи находится значительное количество жестких усиков или отростков.
Окраска головы и конечностей колеблется от оливкового до коричневого цвета. На голове имеются темные полоски и точечки, которые располагаются над, под и возле глаза. Бледно-желтая полоса начинается от глаза и тянется к шее. В углу челюстей есть желтое пятно. Окраска головы и шеи с возрастом тускнеет. Цвет карапакса взрослых черепах коричневый, оливково-коричневый, серо-коричневый. Пластрон желто-кремовый, серый, обычно с темными отметинами.

## Образ жизни
Населяет болота и дренажные каналы. Встречается на высоте до 1500 м над уровнем моря. На берег выходят не часто, только молодняк иногда решается выползать. Питается рыбой, мышами, моллюсками, земноводными, сверчками, некоторыми растениями.
Откладывание яиц происходит в июне, вылупления черепашат происходит в августе и сентябре. В кладке от 3 до 28 яиц диаметром 22 мм с хрупкой скорлупой. У новорожденных черепашат круглый карапакс размером 54—58 мм оранжево-коричневого цвета с темными пятнами. На голове присутствуют темные полоски, а на шее желтая полоса.

## Распространение
Обитает на юге Китая: провинции Гуандун, Гуанси, Гуйчжоу, Юньнань, о. Хайнань. Встречается также в Лаосе и Вьетнаме. Была завезена на Гавайи (США) и остров Маврикий.

## Угрозы для вида
Palea steindachneri находится под угрозой из-за браконьерства для потребления человеком. Хотя давление на дикую популяцию продолжается, несколько тысяч черепах выводится и выращиваются каждый год на черепаховых фермах в Китае и Вьетнаме для производства продуктов питания и восточной медицины.